# فالکو (آلاباما)
فالکو (به انگلیسی: Falco) یک منطقهٔ مسکونی در ایالات متحده آمریکا است که در شهرستان کاوینگتون، آلاباما واقع شده‌است. فالکو ۷۴٫۰۷ متر بالاتر از سطح دریا قرار دارد.